# 1997 en Grèce
Chronologie de la Grèce
- 1993
- 1994
- 1995
- 1996
- 1997
- 1998
- 1999
- 2000
- 2001

Cette page concerne les évènements survenus en 1997 en Grèce  :

## Évènement
- 23 janvier : Arrestation du tueur en série Antónis Daglís.
- février : Découverte du corps d'Alexander Solonik (en), tueur russe, étranglé à proximité d'Athènes.
- 17 décembre : Le vol Aerosvit 241 s'écrase contre une montagne à Thessalonique (bilan : 70 morts).
- Thessalonique est la capitale européenne de la culture.

## Cinéma - Sortie de film
- 21-30 novembre : Festival international du film de Thessalonique.
- Chef de famille

## Sport
- 5 novembre 2016 - 10 mars : Organisation de la coupe des vainqueurs de coupe masculine de volley-ball.
- 27 avril-1er mai : Coupe du monde de water-polo (en), à Athènes.
- 1-10 août : Organisation des championnats du monde d'athlétisme à Athènes.
- Organisation des championnats d'Europe de gymnastique rythmique à Patras.
- 9-10 août : Coupe du monde de marathon (en), à Athènes.
- 5 septembre : Le Comité international olympique attribue les Jeux olympiques d'été de 2004 à la ville d'Athènes.
- Championnat de Grèce de football 1996-1997
- Championnat de Grèce de football 1997-1998
- Coupe de Grèce de football (1996-1997) (en)
- Coupe de Grèce de football (1997-1998) (en)
- Création du Comité d'organisation des Jeux olympiques d'Athènes (en) et de la Super Ligue hellénique de futsal (en).

## Création
- Barrage Thisavros (en) sur la Mesta, au nord-est de la Grèce.
- Collection folklorique de Vavdos (en)
- Conseil suprême des Hellènes Nationaux
- École philippine en Grèce (en)
- Institut géorgien d'Athènes
- Musée d'art moderne de Thessalonique
- Musée juif de Rhodes
- Parti socialiste des travailleurs (en)

## Dissolution
- Lutte pour la gauche (en), coalition politique.

## Naissance
- Thanásis Androútsos, footballeur.
- Kóstas Antetokoúnmpo, basketteur.
- Pantelís Chatzidiákos, footballeur.
- Anastásios Chatziyiovánis, footballeur.
- Konstantínos Galanópoulos, footballeur.
- Lázaros Lámprou, footballeur.
- Yórgos Manthátis, footballeur.
- Konstantínos Mavropános, footballeur.

## Décès
- Sotiría Béllou, chanteuse de rebetiko.
- José Muñoz-Cortés, religieux.
- Bouéna Sarfatí, résistante, poétesse et couturière.
- Ioánnis Zígdis, personnalité politique.